# Combloux
 Combloux  es una población y comuna francesa, en la región de Ródano-Alpes, departamento de Alta Saboya, en el distrito de Bonneville y cantón de Sallanches.
Aunque no pertenece a ninguna intercomunalidad con fiscalidad propia, es miembro de la SIVOM Pays du Mont-Blanc.

## Geografía
Combloux está situada a los pies de la cima de Les Salles, cerca del Petit Croisse Bolet y del Croisse Bolet, frente al Mont-Blanc. Se encuentra a 30 km de Chamonix, setenta de Annecy y cincuenta de Ginebra. 

## Demografía
| 847                       | 954 | 970 | 1 165 | abs. | 1 147 | 1 046 | abs. | 874 | 870 | 886 | 863 | 872 | 897 | 914 | 886 | 920 | 941 | 982 | 1 000 | 905 | 835 | 989 | 974 | 1 252 | 1 098 | 1 029 | 1 151 | 1 151 | 1 379 | 1 716 | 1 976 | 2 072 |
| (Fuente: INSEE y Cassini) |     |     |       |      |       |       |      |     |     |     |     |     |     |     |     |     |     |     |       |     |     |     |     |       |       |       |       |       |       |       |       |       |

## Lista de alcaldes
- 2001-2008: Raymond Turry (UMP)
- 2008 - actualidad: Jean Bertoluzzi (independiente)